# Ніколаєва Олена Миколаївна
Олена Миколаївна Ніколаєва (рос. Еле́на Никола́евна Никола́ева; нар. 1 лютого 1966, Чувашія Маріїнсько-Посадський район, Російська РФСР) — радянська та російська легкоатлетка, що спеціалізується на спортивній ходьбі, олімпійська чемпіонка 1996 року, срібна призерка Олімпійських ігор 1992 року, чемпіонка світу.

## Кар'єра
| Рік                           | Змагання                      | Місто                | Місце            | Дисципліна       | Примітки         |
| Представник СРСР              | Представник СРСР              | Представник СРСР     | Представник СРСР | Представник СРСР | Представник СРСР |
| ----------------------------- | ----------------------------- | -------------------- | ---------------- | ---------------- | ---------------- |
| 1987                          | Чемпіонат світу               | Рим, Італія          | 5                | ходьба на 10 км  | 44:54            |
| 1991                          | Чемпіонат світу в приміщенні  | Севілья, Іспанія     | 5                | ходьба на 5 км   | 12:09.60         |
| Представник Об'єднана команда |                               |                      |                  |                  |                  |
| 1992                          | Олімпійські ігри              | Барселона, Іспанія   | 2                | ходьба на 10 км  | 44:33            |
| Представник Росія             |                               |                      |                  |                  |                  |
| 1993                          | Чемпіонат світу в приміщенні  | Торонто, Канада      | 1                | ходьба на 3 км   | 11:49.73         |
| 1993                          | Чемпіонат світу               | Штутгарт, Німеччина  | 7                | ходьба на 10 км  | 43:47            |
| 1994                          | Чемпіонат Європи в приміщенні | Париж, Франція       | 4                | ходьба на 3 км   | 11:57.49         |
| 1994                          | Чемпіонат Європи              | Гельсінкі, Фінляндія | 3                | ходьба на 10 км  | 42:43            |
| 1995                          | Чемпіонат світу               | Гетеборг, Швеція     | 3                | ходьба на 10 км  | 42:20            |
| 1996                          | Олімпійські ігри              | Атланта, США         | 1                | ходьба на 10 км  | 41:49            |
| 1997                          | Чемпіонат світу               | Афіни, Греція        | 8                | ходьба на 10 км  | 45:01.90         |
| 1999                          | Чемпіонат світу               | Севілья, Іспанія     | 12               | ходьба на 20 км  | 1:34:10          |
| 2001                          | Чемпіонат світу               | Едмонтон, Канада     | —                | ходьба на 20 км  | DSQ              |
| 2002                          | Чемпіонат Європи              | Мюнхен, Німеччина    | 2                | ходьба на 20 км  | 1:28:20          |
| 2003                          | Чемпіонат світу               | Париж, Франція       | 1                | ходьба на 20 км  | 1:26:52          |
| 2004                          | Олімпійські ігри              | Афіни, Греція        | 17               | ходьба на 20 км  | 1:32:16          |
| 2005                          | Чемпіонат світу               | Гельсінкі, Фінляндія | —                | ходьба на 20 км  | DNF              |